# 沢幡誠士
沢幡 誠士（さわはた せいし、1959年7月25日 - ）は、茨城県出身の元プロ野球選手（投手）。

## 経歴
茨城・大宮高では、1試合平均13三振を奪うという関東ではトップレベルの存在だった。右の本格派でカーブが武器。
1977年オフに、ドラフト外で広島東洋カープに入団。高校でバッテリーを組んでいた菊池敏郎も同じくドラフト外で広島に入団した。
1982年オフに自由契約となり、テストにて阪神タイガースに移籍。しかし、こちらでも一軍公式戦に出場がないまま1984年限りで現役を引退。武器はカーブ、スライダー。
引退後は、芳野スポーツ少年団や硬式野球練習NBFの指導などを行っている。

## 詳細情報

### 年度別投手成績
- 一軍公式戦出場なし

### 背番号
- 58 （1978年 - 1982年）
- 52 （1983年 - 1984年）